# Kapitán Hook
Kapitán James Hook je fiktivní dramatická, literární a filmová postava z fiktivní Země Nezemě pocházející z díla skotského novináře, dramatika a spisovatele J. M. Barrieho o Petru Panovi.
V jeho představě jde o kapitána fiktivní pirátské lodi (starobylá plachetnice), který je úhlavním nepřítelem jak Petra Pana tak i jeho dvou přítelkyň a pomocnic, londýnské dívky Wendy Darlingové a létající víly Zvonilky (Zvoněnky). Jde o hlavní zápornou postavu příběhu, kterou Petr Pan přemůže a kapitán nakonec zahyne.
Postava je typická tím, že na jedné paži má místo ruky velký hák, neboť o svou ruku přišel kdysi dávno
v jednom ze soubojů s Petrem Panem, který jeho useknutou ruku hodil do moře, kde ji posléze sežral
velký krokodýl.
Obvykle je zobrazován jako štíhlý, fyzicky zdatný, černovlasý muž s delšími vlasy, knírem a bradkou
ve vysokých botách a v širokém klobouku. Jde o dobrého šermíře i krutovládce na své fiktivní námořní lodi.